# Jean Charles Joseph de Vegiano
Jean Charles Joseph de Vegiano, éc., seigneur de Hove (en français Hovel, Hauvel ou Hoves) et de Gorters (en français Horvettes), né à Bruges, baptisé le 12 mai 1724 (Notre-Dame de Bruges) et mort le 26 février 1794 à Malines, est un généalogiste et héraldiste, actif dans la seconde moitié du XVIIIe siècle dans les Pays-Bas du Sud.

## Vie
Jean Charles Joseph de Vegiano, d'origine espagnole, avait épousé le 5 septembre 1746 en premières noces à Malines (Saint-Rombaut) Antoinette Madeleine Frédérique de Bruyne, dame de Hove, fille de Marc Nicolas de Bruyne et de Marie Madeleine Norbertine Lapostole. Il épousa en secondes noces à Malines (paroisse Saints-Pierre-et-Paul) Marie Catherine van Milanen (1757-1838).

## Œuvres
Outre son activité de généalogiste où il signait à ses correspondants sous le nom de "Devegiano d'Aguilar, écuyer, seigneur de Hovele et de Gorters", Jean Charles Joseph de Vegiano a publié une abondante collection d'ouvrages concernant les familles nobles contemporaines des Pays-Bas.
Son Nobiliaire des Pays-Bas, et du comté de Bourgogne dont les deux premiers volumes ont été édités en 1760 est un ouvrage important, mentionnant les familles nobles subsistantes de son temps, qui a fait l'objet de compléments et de republications au cours des XVIIIe et XIXe siècles par d'autres auteurs. 
Conformément à un usage assez courant à l'époque, l'ouvrage, ainsi que ses suites, sont publiés sous l'anonymat partiel d'initiales, « M. D.**** S. D. H.** », où « M. » représente « Monsieur » ; « D.**** », « Devegiano » ; « S. », « Seigneur » , « D », « de » ; et « H.** », « Hove ».
Peu après la sortie de ces premiers volumes en 1760, l'érudit Jean-Noël Paquot dans l'édition de 1764, de ses Mémoires pour servir à l'histoire littéraire des dix-sept provinces des Pays-Bas donne le véritable nom de l'auteur comme « M. de Vesiano », graphie qui sera reproduite ensuite dans de nombreux catalogues et compilations.
L'œuvre de Vegiano figure dans la bibliothèque privée de Charles-Alexandre de Lorraine, gouverneur général des Pays-Bas cataloguée en 1781, cataloguée par le libraire Joseph Ermens comme étant « Le vrai Supplément au Nobiliaire des Pays-Bas et de Bourgogne (par M. Vigiano) ».

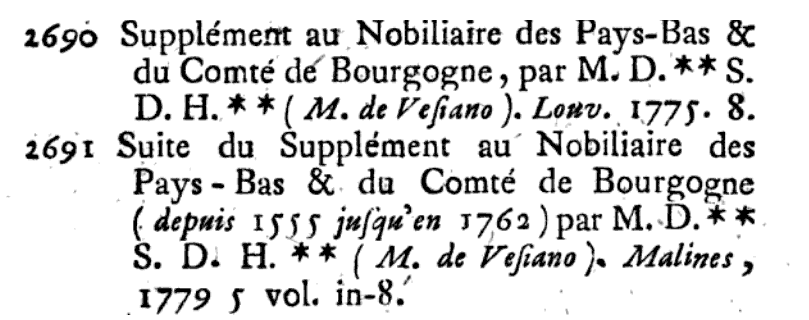
Attribution par Del Marmol en 1784.

L'identité réelle de l'auteur est également donnée en 1784 dans le Catalogue des livres de la bibliothèques de feu Messire Gabriel-Charles-Joseph Del Marmol où l'on peut lire « Suite du Supplément au Nobiliaire des Pays-Bas etc... par M.D.**S.D.H*** (M. de Vesiano) » (voir l'image ci-contre), ou comme on peut le lire également dans la vente à La Haye en 1798 de la bibliothèque de feu Mathieu Lestevenon, seigneur de Berkenrode et Steyer.
Vers la même date (1800, selon une note manuscrite), une description de la bibliothèque du même libraire Joseph Ermens contient plusieurs exemplaires du Nobiliaire et de ses suppléments, indiqués comme étant de « M.D.** (M. de Vesiano) ».
En 1806, Jean-Samuel Ersch, dans son Second supplément à la France littéraire depuis 1771, reprend la même attribution, reprise également en 1806 par Antoine-Alexandre Barbier dans son Dictionnaire des ouvrages anonymes et pseudonymes.
Vegiano et son équipe d'érudits, Philippe Baert, Charles Jean Beydaels (1747-1811) et Joseph Ferdinand Ghislain Cuypers (1736-1775), ont continué à publier une série de suppléments. L'ensemble des volumes des Nobiliaires est au nombre de treize.
Dans la réédition de son œuvre revue et augmentée, le baron Léon de Herckenrode, donne le nom français de la seigneurie de Hove qui est Hovel.

## Les republications

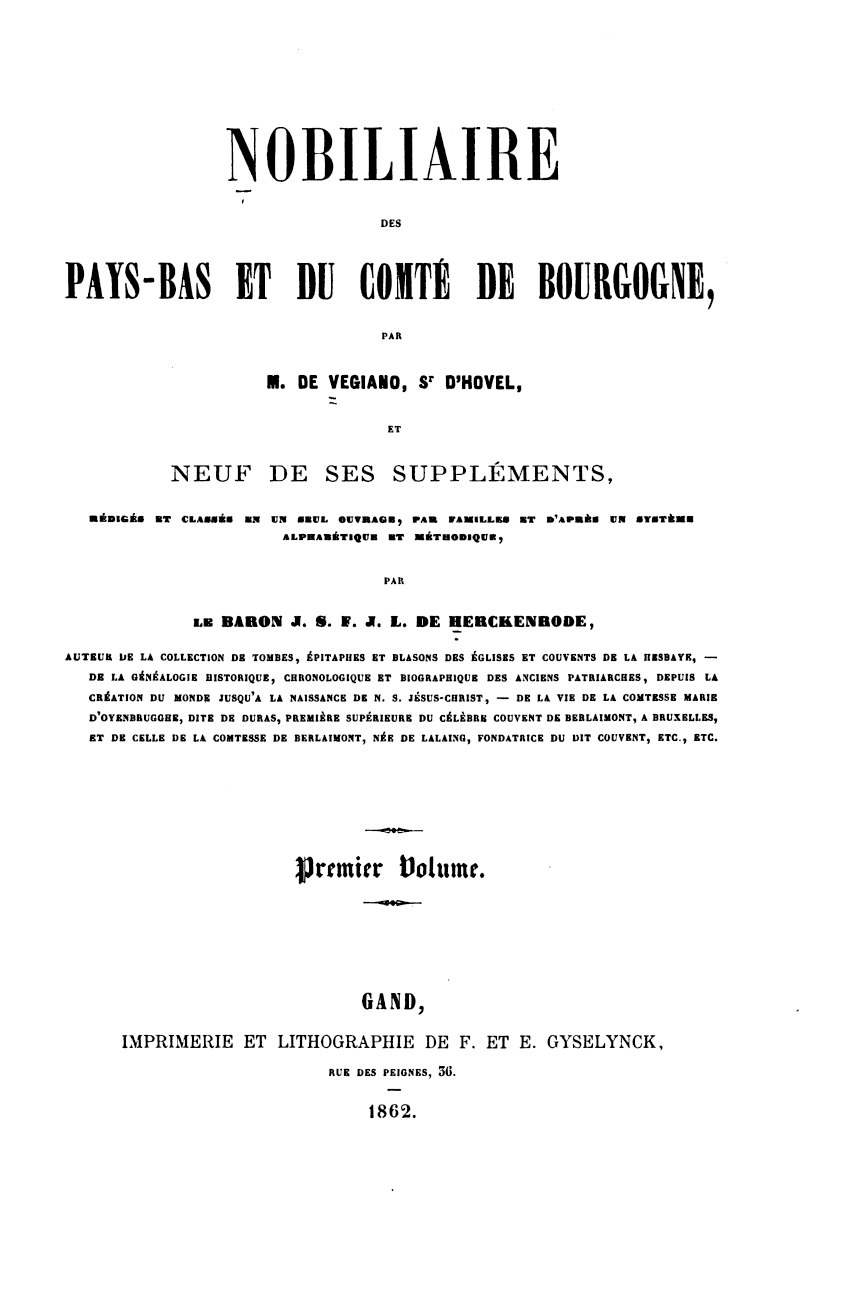
Page de faux-titre de la réédition de 1862.

Il est important également de ne pas confondre l'ouvrage original de Vegiano, témoignage d'époque, avec la republication faite au XIXe siècle, avec des notes, des compléments et des ajouts étrangers à l'édition originale, par le baron Léon de Herckenrode. Cet ouvrage qui est une compilation contenant neuf suppléments à l'œuvre de Vegiano et son équipe, est souvent cité sous le nom de Vegiano.

## Ses écrits
- 1760 : Nobiliaire des Pays-Bas, et du comté de Bourgogne depuis le règne de Philippe le Bon... jusqu'à la mort de l'empereur Charles VI., Louvain, 1760. Lire en ligne. Tome II, seconde partie).. Lire en ligne : tomes I et II, 1760.
- 1771 : Généalogie des lords Dormer, Baronnets et pairs d'Angleterre, 1771, in-fol. max.
- 1771 : Généalogie de la maison de Brouchoven sortie de celle de Roover, 1771, in-fol. max.
- 1771 : Mélanges de généalogie et chronologie pour servir de corrections et additions au Nobiliaire des Pays-Bas, Bruxelles, 1771.
- 1772 : Supplément au nobiliaire des Pays-Bas et de Bourgogne, 1772 Lire en ligne
- 1773 : Généalogie de la maison de Visscher, 1773, in-fol. max.
- 1775 : Nobiliaire des Pays-Bas, et du comté de Bourgogne depuis le règne de Philippe le Bon... jusqu'à la mort de l'empereur Charles VI., chez J. Jacobs, 1775.
- 1775 : Supplément au nobiliaire des Pays-Bas et du comté de Bourgogne par M.D.**** S.D.H.**, Louvain, 1775, chez J. Jacobs Lire en ligne.
- 1779 : Suite du supplément au Nobiliaire des Pays-Bas et du comté de Bourgogne par M. D.**** S. D. H.** (Monsieur Devegiano Seigneur De Hove), 5 vol. Malines : J. Hanicq, 1779.(lire en ligne).

## Suppléments par d'autres auteurs auXVIIIesiècle
- 1774 : Le vrai supplément aux deux volumes du nobiliaire des Pays-Bas et de Bourgogne, ou mélange de généalogie et de chronologie, Louvain, chez Michel, 1774 (Anonyme : attribué à Jean-Philippe Baert, bibliothécaire du marquis de Chasteler).
- 1774 : Le nouveau vrai supplément aux deux volumes du Nobiliaire des Pays-Bas et du comté de Bourgogne...., La Haye, 1774 (vraisemblablement Louvain) (Anonyme : attribué à Joseph-Ferdinand-Ghislain, comte de Cuypers).
- 1780 : Corrections intéressantes, utiles et nécessaires au Nobiliaire des Pays-Bas et du Comté de Bourgogne et supplemens avec des augmentations considérables, Liège, 1780  (Anonyme : attribué à Dumont) Lire en ligne

## Attributions
- 1784 : Listes des titres de noblesse, chevalerie et autres marques d’honneur, accordées par les souverains des Pays-Bas, depuis l’année 1659 jusqu’à la fin de 1782, Bruxelles, Ermens, 1784 Lire en ligne (Anonyme).

## Rééditions, complétées et augmentées
- Baron Léon de Herckenrode, Nobiliaire des Pays-Bas et du comté de Bourgogne, par M. de Vegiano, Sr d'Hovel, et neuf de ses suppléments, rédigés et classés en un seul ouvrage, Gand : Imprimerie et lithographie de F. et E. Gyselynck, 1865-1868, 4 volumes avec illustrations.